# Dévényi István (újságíró)
Dévényi István (Sátoraljaújhely, 1973. április 20.-) magyar újságíró, műsorvezető.

## Életpályája
Tanulmányait az Eötvös Loránd Tudományegyetemen végezte. Szülőhelyén kezdte újságírói pályáját, majd riportere volt az Új Magyarország című lapnak, majd a Flaszter című kísérleti utcalap főszerkesztőjeként dolgozott. Ezután a Magyar Nemzet, 2011 februárjától az MTI, majd a Heti Válasz munkatársa volt, ahol médiakritikai rovattal jelentkezett. A Válasz.hu felelős szerkesztője, szerző. A Hír TV műsorvezetőjeként hetente volt látható annak a Szabadfogás című beszélgetős műsornak a házigazdájaként, amely később Kötöttfogás címmel a YouTube-ra költözött. Jelenleg a Magyar Hang munkatársa, ahol rendszeresen jelennek meg publicisztikái. 2023-tól az ATV ÖT című vitaműsorának műsorvezetője.

## Könyvei
- Hádujudú (regény) - Cser Könyvkiadó (2019)
- Egy vérből valók (regény) - Cser Könyvkiadó (2022)